# Григорій III
Святий Григорій III (лат. Gregorius III; близько 690, Сирія — 28 листопада 741, Рим) — дев'яностий папа Римський (11 лютого 731–28 листопада 741), за походженням сирієць. Знаходився на папському престолі у так званий «третій період» (604–882 роки), коли відбувалось, зокрема, активне поширення християнства і римської культури серед германських язичницьких племен. Його понтифікат характеризувався боротьбою з іконоборством і прагненням зупинити просування лангобардів вглиб Італії, до Риму, для чого він звернувся з проханням про допомогу до полководця франків герцога Карла Мартела, однак це прохання залишилось без уваги. Був останнім папою неєвропейського походження до 2013 року, коли папою було обрано аргентинця Франциска.

## Іконоборство і внутрішні питання церкви

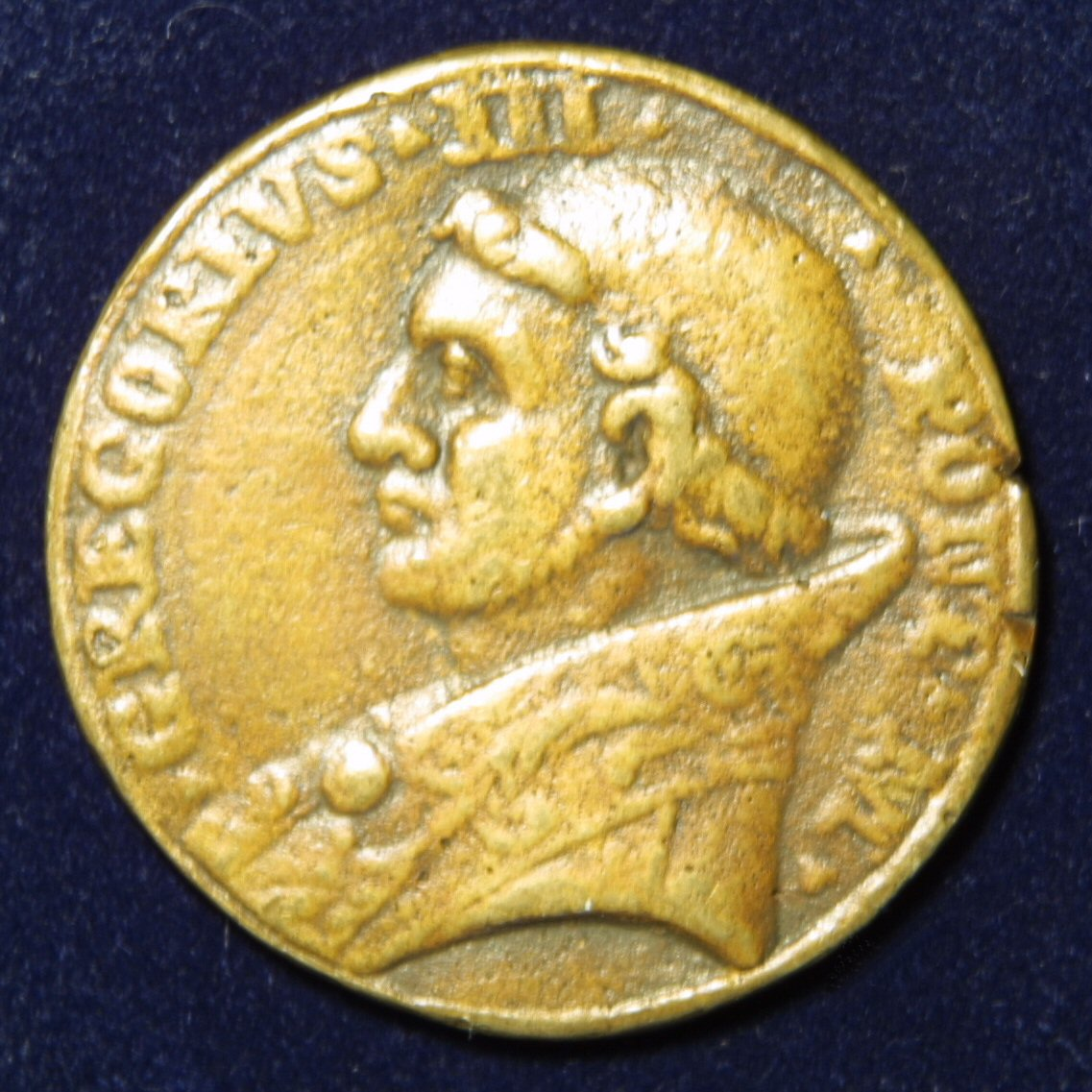
Папа Григорій III, Папський медальйон VIII ст., аверс.

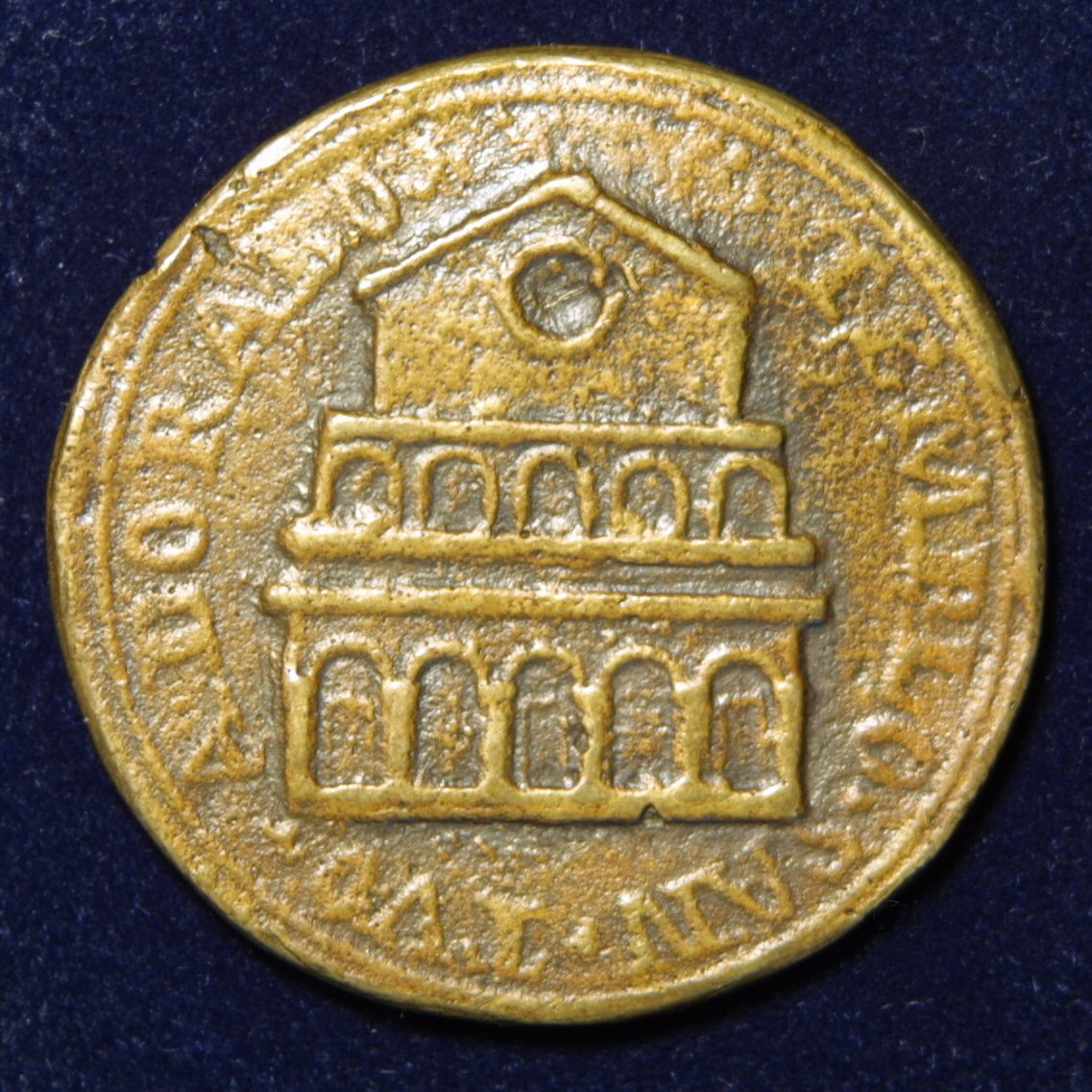
Папа Григорій III, Папський медальйон VIII ст., реверс.

Григорій був сином сирійця на ім'я Іоан (Іван). Його було обрано папою всенародним виборами 11 лютого 731 року, але не було офіційно висвячено до 18 березня, коли було отримано підтвердження від візантійського екзарха з Равенни. Він був останнім папою, якому знадобилось підтвердження від візантійського екзарха на інтронізацію.
Одразу після вступу на Святий престол звернувся до візантійського імператора Лева ІІІ для того, щоб імператор пом'якшив своє ставлення до іконоборства. Коли представник Григорія ІІІ був арештований за наказом імператора Лева ІІІ, папа в тому ж 731 році скликав у Римі синод, на якому було засуджено іконоборство, а сам папа відлучив від церкви осіб, що знищували ікони. Імператор на це послав до берегів Італії свій флот, прагнучи повернути папу під свій контроль, однак майже увесь флот загинув під час шторму в Адріатичному морі. Лев ІІІ передав церковні юрисдикції в Сицилії та Калабрії Константинопольському Патріарху. Однак спроба імператора змусити герцога Неаполя реалізувати указ про конфіскацію папських володінь в герцогстві не здійснилась, оскільки герцог підтримав папу. Григорій ІІІ відкрито демонстрував своє неприйняття іконоборства, підкреслюючи своє почитання ікон і мощей. Приділяв значну увагу ремонту і оздобленню церков. Наказав спорудити в центрі базиліки св. Петра іконостас, що розташовувався поміж шести оніксових і мармурових колон, направлених папі як подарунок екзархом Євтихієм. Також папа Григорій ІІІ заснував монастир Святого Хрисогона та перебудував госпіс Святих Сергія і Вакха, що біля собору Святого Петра, передавши його на потреби бідних.
Тимчасове затишшя в конфлікті між Візантією та лангобардами дозволило Григорію ІІІ зайнятись врегулюванням деяких давніх внутрішніх проблем, зокрема, існуючого вже довший час юрисдикційної суперечки між патріархами Градо та Аквілеї. Синод 731 року виніс рішення в цьому питанні на користь Градо, і Григорій ІІІ корив патріарха Аквілеї Калліста, що намагався заволодіти островом Барбана, який перебував під юрисдикцією Градо. У 731 році він затвердив вибір Татвіна, архієпископа Кентерберійського, який приїхав до Риму особисто, щоб попросити архієпископську мантію. Папа підтвердив також вибори його наступника, Нотхельма, проте в 735 році він погодився з вимогою короля Нортумбрії Кеолвульфа, возвести Егберта, єпископа Йоркського, в сан архієпископа.
Сприяв розбудові церкви у Північній Європі. Він підтримав місію св. Боніфація в Німеччині, надавши йому сан архієпископа Німеччини в 732 році. Після особистого візиту архієпископа Боніфація до Риму в 737 році Григорій ІІІ зробив його папським легатом в Німеччині і відправив його з трьома листами в Баварію. Перший лист велів єпископам та вищим церковним чинам забезпечити Боніфація всією необхідною йому допомогою. Другий лист було адресовано знаті та народу Німеччини й закликав їх поважати Боніфація. Третій лист було направлено зі зверненням до єпископів в Алеманії та Баварії і підтверджував статус Боніфація як папського вікарія. Григорій ІІІ сприяв місії Віллібальда в Чехії.
У 732 Григорій ІІІ заборонив вживання конини, піддавши її анафемі як «мерзоту», оскільки це було пов'язано з язичницькими ритуалами жертвоприношення.

## Конфлікт з лангобардами
Усвідомлюючи загрозу, що зберігалася з боку племені лангобардів, Григорій ІІІ завершив реставрацію мурів Риму на початку 730-х років. Він також укріпив Чивітавекк'ю, придбавши в герцога Тразімунда ІІ Сполетського фортецю Ґаллезе поблизу Фламінійської дороги.
Спротив Григорія ІІІ іконоборству не суперечив його зусиллям по збереженню позицій Візантійської імперії в Італії, зокрема, протидії захопленню лангобардами Равенського екзархату. У 738 році король лангобардів Ліутпранд вимагав, щоб герцоги Сполето і Беневенто спустошили область навколо Риму, на що обоє відмовились, зіславшись на договір з папою. Григорій ІІІ активно підтримував повстання герцога Тразімунда ІІ Сполетського, змусивши короля Ліутпранда тимчасово відмовитись від своїх нападів на екзархат і зайнятись придушенням повстання. Тразімунд ІІ був розбитий і змушений втекти спочатку в Сполето, а потім шукати прихистку в Римі, де його урочисто прийняв папа Григорій ІІІ.
До середини 739 року король Ліутпранд знову напав на екзархат і погрожував Риму. У відчаї Григорій ІІІ звернувся за допомогою до мажордома франкського королівства герцога Карла Мартела. Коли в 737 році помер король франків Теодоріх IV, папа запропонував герцогові Карлу зайняти трон. Той відмовився, однак став правити державою франків без обрання нового короля з династії Меровінгів, на що папа сказав: «Майже король!». Папа був в добрих стосунках з герцогом Карлом Мартелом, і навіть надав йому титул «римського патриція» (оборонця Риму). Не дивлячись на те, що Григорій ІІІ пропонував Карлу Мартелу офіційно поставити папство і увесь Захід під захист франків, Карл не обіцяв йому допомоги. Лангобарди захопили міста Амелія, Орте, Бомацо і Блера, що змусило папу знову написати листа Карлові, просячи про його допомогу:
«Наша скорбота спонукає нас знову звернутись до Вас, сподіваючись, що Ви люблячий син Петра і, що з поваги до нього Ви прийдете та захистите Церкву Божу і Його народ, який сьогодні не в стані переносити гоніння та утиски лангобардів… Будь-ласка, приходьте негайно, щоби показати свою любов Святому Петрові…»
Цього разу герцог Карл Мартел відправив посольство в Рим, і ця неявна підтримка разом з початком якоїсь інфекційної хвороби, що перебігала з гарячкою, що розпочалась у війську лангобардів, змусила Ліутпранда відійти назад в Павію в кінці серпня 739 року. Скориставшись цим, Григорій ІІІ погодився підтримати повернення герцога Тразімунда ІІ в Сполето. Тразімунд ІІ дістався Сполето в грудні 739 року, але відмовився передати чотири захоплені міста, як обіцяв папі в обмін на його підтримку. Тоді ж стало відомо про хворобу герцога Карла Мартела, і король Ліутпранд в 740 році знову напав на екзархат, змусивши Григорія ІІІ вкотре звернутися за допомогою до франків, які знову відмовились взяти участь в обороні Риму від лангобардів. Папа послав посольство до Ліутпранда, просячи про повернення захоплених лангобардами міст, але безуспішно.
Так і не змігши ліквідувати лангобардську загрозу, Григорій ІІІ помер 28 листопада 741 року й був похований в соборі св. Петра.
Його пам'ять святкується 28 листопада.